# Voskhod (Novossibirsk)
|  | Per a altres significats, vegeu «Voskhod». |

Voskhod (en rus: Восход) és un poble (un possiólok) de l'óblast de Novossibirsk, a Rússia, que en el cens del 2010 tenia 1.794 habitants, pertany al districte de Novossibirsk.